# Portada/article novembre 26

## Història del pensament evolucionista
El pensament evolucionista, la idea que les espècies canvien al llarg del temps, té els orígens en l'antiguitat, en les idees dels grecs, romans, xinesos i musulmans. Tanmateix, fins al segle xviii, el pensament biològic occidental estava dominat per l'essencialisme, la idea que les formes de vida romanen immutables. Això començà a canviar quan, durant la Il·lustració, la cosmologia evolutiva i la filosofia mecànica s'estengueren de les ciències físiques a la història natural. Els naturalistes començaren a concentrar-se en la variabilitat de les espècies; l'emergència de la paleontologia, amb el concepte d'extinció, minà encara més la concepció estàtica de la natura. A principis del segle xix, Jean-Baptiste Lamarck postulà la seva teoria de la transmutació de les espècies, que fou la primera teoria científica de l'evolució completament formada.